# Google News
Google News (Știri Google) este un program prezentator de știri gratuit, oferit și operat de către Google Inc, selectând cele mai interesane date informative provenite de la mii de publicații, prin mijlocirea unui algoritm automat propriu de colectare.
Lansat în septembrie 2002, serviciul a fost etichetat ca un experiment-test beta pentru mai mult de trei ani, până în ianuarie 2006. Ideea inițială a fost dezvoltată de către Krishna Bharat.

## Specificații tehnice
Google News urmărește atent mai mult de 4500 de surse de știri din întreaga lume. Introdus mai întâi într-un stadiu de dezvoltare ca o versiune beta în martie 2002, serviciul Google News a ieșit din beta la 23 ianuarie 2006. Versiuni diferite ale colectorului Google de știri sunt disponibile în mai mult de 60 de regiuni în 28 de limbi (15 martie 2012), cu dezvoltare continuă în desfășurare. În 2013 era oferit serviciu Google  de știri în următoarele limbi: arabă, cantoneză,  chineză,  cehă,  olandeză, engleză,  franceză,  germană,  greacă,  ebraică ,  hindi,  maghiară,, japoneză,  coreeană, malaieză,  norvegiană,  poloneză,  portughez,  rusă,  spaniolă,  suedeză,  tamilă ,  telugu,  thai, turcă,  ucraineană, și  vietnameză.
Serviciul acoperă articole-știri care apar în ultimele 30 de zile pe diverse site-uri de știri. În total, colecția de știri  Google News conține  mai mult de 25.000 de editori. În limba engleză, aceasta acoperă în jur de 4.500 de site-uri; pentru alte limbi, mai puțin. Prima pagină oferă aproximativ primele 200 de caractere ale articolului și un link la conținutul său mai mare. Paginile web pot sau nu pot necesita un abonament; site-uri care necesită abonament sunt notate în descrierile articolelor.
Organizarea Google News-ului a suferit o revizuire majoră la data de 16 mai 2011.
La 14 iulie 2011, Google a introdus "Embleme de Știri Google" ("Google News Badges"). Mai mult decât atât, secțiunea Sci/Tech din versiunile Google News în engleză, a fost împărțit în două secțiuni: Știință și Tehnologie. A fost anunțat că această divizare de secțiune s-ar fi efectuat și pe alte versiuni lingvistice. La începutul anului 2013, această divizionare nu era aplicată la toate versiunile lingvistice ale Google News.

## Agenții de știri
În martie 2005, Agenția France-Presse (AFP) a dat în judecată Google pentru 17.5 dolari, susținând că Google News a încălcat drepturile sale de autor, deoarece "Google include fotografiile  AFP-lui, povestiri și titluri de știri pe Google News fără permisiunea Agenției France Presse". Aceasta  a susținut, de asemenea, că Google a ignorat un ordin de încetare, deși Google contrazice, că ar exista proceduri opt-out pentru a urma dorința AFP, dar nu a făcut-o. Google găzduiește acum știri Agence France-Presse, precum și știri de la Associated Press, Press Association și Canadian Press. Acest aranjament a început în august 2007. În 2007, Google a anunțat că va plăti pentru conținutul din Associated Press afișat în Știri Google (Google News), dar articolele nu sunt arhivate permanent.  Acest aranjament a încetat la 23 decembrie 2009, când Google News a încetat reportarea conținutului Associated Press.

## Caracteristici și personalizare
Știri Google oferă căutări și corelat, alegerea sortată a rezultatelor acestora, în funcție de data și ora de publicare  a știrilor (a nu se confunda cu data și ora de știri), sau gruparea acestora (și de asemenea, gruparea fără căutare). În versiunile engleze, există opțiuni pentru a adaptarea grupărilor la o audiență națională selectată.

## Cercetarea arhivelor de știri
Pe 6 iunie 2006, Google News s-a extins, adăugând o caracteristică de cercetare a arhivelor de știri, oferind utilizatorilor arhive istorice datând de peste 200 de ani de la unele dintre sursele sale. Nu a fost disponibilă  o revedere cronologică, spre a selecta știri din diferiți ani.
O extindere a serviciului a fost anunțată la 8 septembrie 2008, când Google News a început să ofere conținuturi indexate din ziare scanate.

## Primul clic gratuit
La 1 decembrie 2009, Google a anunțat schimbări în programul lor "primul clic gratuit".